# Sergio Manente
Sergio Manente (Udine, 10 dicembre 1924 – Udine, 14 marzo 1993) è stato un allenatore di calcio e calciatore italiano, di ruolo terzino.
È scomparso nel 1993, all'età di 69 anni, per le conseguenze di un ictus che lo aveva colto otto anni prima.

## Carriera
Crebbe nell'Udinese, con cui esordì in Serie B nell'ultimo campionato prima della sospensione in seguito all'armistizio dell'8 settembre.
Dopo il primo campionato del dopoguerra sempre in bianconero, passò nel 1946 all'Atalanta con cui esordì in Serie A il 22 settembre 1946 contro la Juventus. Rimase a Bergamo anche la stagione seguente imponendosi come titolare e mettendosi in luce, tanto da essere acquistato proprio dai bianconeri di Boniperti nel 1948.

Manente (accosciato, secondo da destra) in nazionale nel 1952

Con i bianconeri rimase per sette stagioni, rappresentando la solidità della difesa juventina per tutta la prima metà degli anni 1950, con quella squadra che riuscì a riportare all'altra metà di Torino quel titolo che mancava da quindici anni. Vinse infatti gli scudetti del 1949-1950 e del 1951-1952, per passare poi al neopromosso Lanerossi Vicenza nel 1955. Con i berici rimase due stagioni dando un buon contributo per poi tornare a chiudere la carriera a Udine.
Ha vestito anche la maglia dell'Italia, il 18 maggio 1952, nel pareggio interno per 1-1 contro l'Inghilterra.
Ritiratosi dall'attività agonistica nel 1960, iniziò ad allenare; sedette fra le altre sulle panchine di Udinese, Treviso e Alessandria. Cessata anche questa attività nel 1977, aprì ad Udine un negozio di articoli sportivi in Borgo Grazzano.

## Statistiche

### Cronologia presenze e reti in nazionale
| Cronologia completa delle presenze e delle reti in nazionale ― Italia | Cronologia completa delle presenze e delle reti in nazionale ― Italia | Cronologia completa delle presenze e delle reti in nazionale ― Italia | Cronologia completa delle presenze e delle reti in nazionale ― Italia | Cronologia completa delle presenze e delle reti in nazionale ― Italia | Cronologia completa delle presenze e delle reti in nazionale ― Italia | Cronologia completa delle presenze e delle reti in nazionale ― Italia | Cronologia completa delle presenze e delle reti in nazionale ― Italia |
| Data                                                                  | Città                                                                 | In casa                                                               | Risultato                                                             | Ospiti                                                                | Competizione                                                          | Reti                                                                  | Note                                                                  |
| --------------------------------------------------------------------- | --------------------------------------------------------------------- | --------------------------------------------------------------------- | --------------------------------------------------------------------- | --------------------------------------------------------------------- | --------------------------------------------------------------------- | --------------------------------------------------------------------- | --------------------------------------------------------------------- |
| 18-5-1952                                                             | Firenze                                                               | Italia                                                                | 1 – 1                                                                 | Inghilterra                                                           | Amichevole                                                            | -                                                                     |                                                                       |
| Totale                                                                |                                                                       | Presenze                                                              | 1                                                                     |                                                                       | Reti                                                                  | 0                                                                     |                                                                       |

## Palmarès

### Giocatore

#### Club
- Campionato italiano: 2

Juventus: 1949-1950, 1951-1952